# Les Affamés (film, 2018)
Pour les articles homonymes, voir Les Affamés.
Pour plus de détails, voir Fiche technique et Distribution.
Les Affamés est une comédie française coécrite et réalisée par Léa Frédeval, sortie en 2018. Il s’agit de son premier long métrage et de l’adaptation de son livre éponyme (2014).

## Synopsis
À vingt-et-un ans, Zoé (Louane Emera) enchaîne les cours, les stages et les petits boulots mal payés. Alors qu’elle emménage dans une nouvelle colocation, elle prend conscience que les jeunes qui l’entourent vivent tous la même précarité. Déterminée à faire entendre leurs voix et à changer les choses, elle tente d’unir autour d’elle toute sa génération.

## Fiche technique
- Titre original : Les Affamés
- Titre alternatif : Les Affamés : Une jeunesse qui lâche rien !
- Réalisation : Léa Frédeval
- Scénario : Bastien Daret et Léa Frédeval, d’après le livre homonyme de Léa Frédeval (2014)
- Photographie : Gordon Spooner
- Montage : Béatrice Herminie
- Décors : Samantha Gordowski
- Costumes : Charlotte Vaysse
- Production : Charles Philippe et Lucile Ric
- Sociétés de production : Les films du clan ; France 2 Cinéma et Studiocanal
- Société de distribution : Studiocanal
- Pays de production :  France
- Langue originale : français
- Format : couleur
- Genre : comédie
- Durée : 95 minutes
- Date de sortie :
  - France : 27 juin 2018

## Distribution
- Louane Emera : Zoé
- François Deblock : Lucas
- Nina Mélo : Chris
- Rabah Nait Oufella : Jonathan
- Bruno Sanches : Arthur
- Kemar : David
- Souheila Yacoub : Eva
- Agnès Hurstel : Maud
- Léon Garel : Max
- Pierre-François Martin-Laval : Marc
- Rafaël de Ferran : Paul
- Anne Depétrini : Isabelle
- Juliette Tresanini : la rédac-chef
- Alex Vizorek : le directeur des ressources humaines / conseiller de Pôle Emploi
- Ben : le manager de McDonald's
- Victoria Erulin : Gaëlle

## Production

### Attribution des rôles
La présence de Louane Emera dans  Les Affamés s’est révélée le 13 juillet 2017 par la production des films du clan, sur Twitter. Cette dernière est entourée de François Deblock, Kemar, Nina Mélo, Rabah Nait Oufella, Bruno Sanches, Souheila Yacoub, Pierre François Martin-Laval, Anne Depétrini, Agnès Hurstel, Léon Garel et Alex Vizorek.

### Tournage
Léa Frédeval et l’équipe du tournage commencent leur prises de vues, le 19 mai 2017, à Paris durant neuf semaines, dont la fin s’annonce le 21 juillet 2017 à Alfortville en Val-de-Marne.

## Accueil

### Sortie
Les Affamés est sorti en France le 27 juin 2018.

### Critique
Les critiques du film sont plutôt positives, pointant une « comédie générationnelle piquante » (Femme Actuelle), « sans pathos, mais plein de rage et d’humour » (La Croix), qui « dresse le portrait pêchu d'une génération solidaire, minée par la crise, mais bien décidée à ne pas se laisser faire » (Voici). Plusieurs critiques pointent cependant la performance pas toujours convaincante de Louane, qui « ne convainc pas » Le Journal du Dimanche, et « sonne souvent faux dans une distribution pour le reste juste » (La Croix).

### Box-office
Durant la première semaine dans les salles françaises, Les Affamés est vu par 76 000 spectateurs payant, soit la quatrième meilleure nouveauté du 27 juin 2018.

## Commentaires
La réalité décrite dans le film, celle d'une jeunesse diplômée mais sous-embauchée, assujettie à une quantité d'injonctions et sans aucune liberté réelle, a été très commentée dans les médias, France Info voyant ce film comme un « porte-parole d’une génération galère ».
Des sociologues comme François Sarfati (maître de conférences au Conservatoire national des arts et métiers) ont souligné la pertinence de la mise en lumière des transformations du marché du travail dans ce film.